# Acústico MTV: Lenine
Acústico MTV é o segundo álbum ao vivo do cantor e compositor brasileiro Lenine, lançado em CD e DVD em 2006 e produzido para a série homônima da MTV Brasil.
Gravado no Auditório Ibirapuera, em São Paulo, nos dias 24 e 25 de junho de 2006, o álbum traz os maiores sucessos de sua carreira, como "Paciência", "Jack Soul Brasileiro", "Na Pressão", "A Rede", "Hoje Eu Quero Sair Só" e "A Medida da Paixão"; além de canções inéditas, como "Tudo Por Acaso".
O álbum conta com as participações especiais do músico chileno Victor Astorga (primeiro solista de corne inglês da Orquestra Sinfônica Brasileira), do baixista e cantor camaronês Richard Bona, da cantora mexicana Julieta Venegas, da harpista Cristina Braga, do rapper brasiliense GOG e do baterista Iggor Cavalera (ex-membro do grupo Sepultura).
O material extra do DVD inclui, além do making-of, cenas dos ensaios, comentários de Lenine e seus músicos sobre as músicas do show e depoimentos de Lenine sobre o projeto, os convidados e também a Copa do Mundo de 2006, uma vez que o Acústico foi gravado durante a realização da competição.
Em 2020, a revista Rolling Stone Brasil o elegeu como um dos 11 melhores Acústicos MTV brasileiros de todos os tempos.

## Lista de faixas
| N.º | Título                                       | Compositor(es)                   | Duração |  |
| 1.  | "O Atirador"                                 | Lula Queiroga                    | 3:33    |  |
| 2.  | "Hoje Eu Quero Sair Só"                      | Mu Chebabi Lenine Caxa Aragão    | 4:14    |  |
| 3.  | "A Rede"                                     | Queiroga Lenine                  | 3:38    |  |
| 4.  | "Paciência" (Part. Cristina Braga)           | Lenine Dudu Falcão               | 4:52    |  |
| 5.  | "O Último Pôr do Sol" (Part. Victor Astorga) | Lenine Dudu Falcão               | 4:57    |  |
| 6.  | "O Homem dos Olhos de Raio X"                | Lenine                           | 3:33    |  |
| 7.  | "Lá e Cá"                                    | Lenine Sergio Natureza           | 4:33    |  |
| 8.  | "A Medida da Paixão" (Part. Richard Bona)    | Lenine Falcão                    | 3:18    |  |
| 9.  | "Tudo Por Acaso"                             | Lenine Falcão                    | 4:13    |  |
| 10. | "Miedo" (Part. Julieta Venegas)              | Pedro Guerra Lenine Rodney Assis | 4:38    |  |
| 11. | "Santana"                                    | João Carlos Junio Barreto        | 4:17    |  |
| 12. | "A Ponte" (Part. GOG)                        | Queiroga Lenine                  | 4:53    |  |
| 13. | "Dois Olhos Negros" (Part. Iggor Cavalera)   | Queiroga                         | 3:56    |  |
| 14. | "Jack Soul Brasileiro"                       | Lenine                           | 4:30    |  |

### DVD
1. Na Pressão
2. Hoje Eu Quero Sair Só
3. Rua da Passagem (Trânsito)
4. A Rede
5. O Que é Bonito
6. O Silêncio das Estrelas
7. Ecos do Ão
8. O Último Pôr do Sol (Part. Victor Astorga)
9. O Homem dos Olhos de Raio X
10. Lá e Cá
11. Tudo Por Acaso
12. Escrúpulo
13. Leão do Norte
14. Miedo (Part. Julieta Venegas)
15. A Medida da Paixão (Part. Richard Bona)
16. Paciência (Part. Cristina Braga)
17. Santana
18. A Ponte (Part. GOG)
19. O Atirador
20. Dois Olhos Negros (Part. Iggor Cavalera)
21. Jack Soul Brasileiro
22. Que Baque é Esse?

## Músicos participantes
- Lenine: voz e violões
- Guila: baixo  e vocais
- Jr. Tostoi: craviola, violões, guitarra híbrida e vocais
- Pantico Rocha: bateria, percussão e vocais

### Participações especiais
- Ruriá Duprat: piano, arranjos e regência de cordas e metais
- Victor Astorga: corne inglês em "O Último Pôr do Sol"
- Julieta Venegas: acordeom e voz em "Miedo"
- Richard Bona: baixo e voz em "A Medida da Paixão"
- Cristina Braga: harpa em "Paciência"
- Gog: rap em "A Ponte"
- Iggor Cavalera: segunda bateria em "Dois Olhos Negros